# Дитхард (Оснабрюк)
Дитхард (на немски: Diethard, Dethard, Detmar, Thiethard; † 1137) е епископ на Оснабрюк (1119 – 1137).

## Биография
Дитхард първо е пробст в катедралата на Оснабрюк. По време на саксонското въстание на Лотар фон Суплинбург той е избран за епископ под закрилата на въстаниците. Император Хайнрих V номинира обаче Конрад, катедралният пробст от Хилдесхайм. Граф Фридрих фон Арнсберг, който по това време е на страната на императора, се бие с Дитхард. Конфликтът трае пет години и завършва с победа на Дитхард.
По-късно той се движи в обкръжението на император Лотар. През 1126 г. присъства на събранието в Страсбург, при което се коментира за конфликтите около епископство Вюрцбург. Дитхард е свидетел на императора на 8 март 1129 г. в Дуисбург. През 1133 г. той е в дворцовия съд, който отлъчва антипапа Анаклет II.